# 四人幫 (阿富汗)
四人幫是指阿富汗民主共和國內四名隸屬人民派的軍人集團。
他們是內政部長穆罕默德·瓦坦賈爾，通讯部長塞義德·穆罕默德·古拉布佐伊，邊境事務部長Sherjan Mazdoryar和國家安全局局長阿薩杜拉·薩爾瓦里，他們被哈菲佐拉·阿明指控在1979年支持塔拉基反對他。他們逃往蘇聯，在蘇聯入侵阿富汗後才重新回國。